# Neimoidiaiak
A neimoidiaiak vagy neimoidiánok kitalált faj, a Csillagok háborúja c. filmsorozat értelmes, humanoid szereplői.
E zöldes-szürkés bőrű, nagy szemű idegenek a Baljós árnyak c. részben jelentek meg, a Kereskedelmi Szövetség nevű szervezet vezérkarát alkották. Anyabolygójuk a Neimoidia (ld. Neimoidián világok), de több más bolygót is gyarmatosítottak.

## Biológia

### Külső
A neimoidiánok a hozzájuk rendkívül hasonló és közeli rokon duros fajból fejlődtek ki. Megjelenésüket tekintve hüllő- és/vagy bogárszerű humanoidok: testfelépítésük emlékeztet az emberi alapszabásra (két láb, két kar, egy fej), bőrük zöld, kék, szürke vagy a fenti színek valamely keverékárnyalata.
Szőrzetük nincs. Koponyájuk keskeny és hosszúkás, magas homlokkal; amelyen sokszor dudorszerű kitüremkedések láthatóak. Fejük orrtalan (szaglóreceptoraik a szemeik alatt helyezkednek el, de nem alkotnak jól látható szervet) és fülkagylójuk sincs, szájuk és két nagy szemük a humanoidoknál megszokott helyen található. Kerek szemeik meglehetősen nagyok, és sárgás-narancs-vöröses színűek (megvilágítástól is függően). Pupillájuk is van, és ez vízszintes metszésű, ellentétben a durosokéval, akiknek függőleges. Ez az egyetlen állandóan szembetűnő külsődleges biológiai jegy, amelynek alapján a két faj megkülönböztethető. Átlagmagasságuk az emberekével nagyjából megegyezik (talán még nagyobb is: különféle források 1.6.-1.8 ill., max. 2 m körülire teszik).
A neimoidiánok bőre izgalom hatására (márpedig meglehetősen jellemző rájuk a felfokozott aggodalom) elszíneződik és ideiglenesen rózsaszínűvé válhat, tüdejük pedig igen élénken kezd működni. Ezért született meg a Galaxis-szerte ismert mondás: „A neimoidián az egyetlen faj, amely az egész testével aggódik.” (más változatban: „az egyetlen faj, amelynek külön szerve van az aggódásra”).

### Belső
A neimoidiaiakat általában gyávának és mohónak tartják. Ezek közül a gyávaság valójában egy túlzó sztereotípia, a mohóság, az anyagi javak mértéktelen felhalmozása azonban tagadhatatlan, integráns része egész kultúrájuknak.

### Szaporodás
A neimoidiánok humanoid módra szaporodnak, két nemük van: férfiak és nők, a nők szülik az utódokat. Az emberekhez képest különbséget jelent, hogy – akárcsak a durosoknál – a neimoidián újszülött igen korai embrionális fejlődési szakaszban jön világra, végtagok nélkül, (rovar- vagy talán kétéltű-) lárvára hasonlít. A durosok nagy gonddal nevelik az újszülöttjeiket, a neimoidián újszülöttet azonban nem a szülők gondozzák, hanem nagyméretű, közös kaptárakba rakják, amelyek csak korlátozott élelemforrással vannak ellátva. A neimoidián lárváknak elkeseredett harcot kell folytatnia az erőforrásokért, korán megtanulják, hogy elvegyék másoktól és őrizzék a javakat, mert csak a legügyesebbek maradnak életben. Sokan ezzel magyarázzák a neimoidiánok jellemének negatív vonásait: a kapzsiságot, mohóságot és alattomos kétszínűséget.

## Életmód, kultúra
Nagy gombafarmokat tartanak fent, amelyek a fő élelemforrásukat termelik. A mezőgazdasági munkákban egy irdatlan nagy rovarféle, az „aratóbogár” van a segítségükre. A többi fizikai munka java részét droidokkal végeztetik, mint pl. PK széria droidjai vagy az OX-9-es.
Akárcsak a nabooi emberek, a neimoidiaiak szerint is „ruha teszi az embert”. A gazdagabbak szeretnek díszesen és hivalkodóan öltözni (a szegényebbek is, csak kevésbé engedhetik meg maguknak), ruházatuk és különösen míves fejfedőik, kifejezik hordozóik társadalmi státuszát. A neimoidiai társadalom nagyon hierarchikus.
Technológiailag fejlett faj. A gazdagabbak szinte minden fizikai munkát droidokkal végeztetnek. Ugyanakkor, bár mérnökeik értenek a technikához, nem istenítik a technológiát, és bolygóik élővilágát sem teszik teljesen tönkre technikai berendezésekkel az ipari fejlődés kedvéért – az egyetlen kivétel a bányászat. De jellemzőbb, hogy a fajuk igényei szerinti terraformálás után, virágzó mezőgazdasági paradicsommá teszik a kolonizált világot.
A neimoidiánok maguk között használt nyelve egészen sajátos, az ős-duros egy változatát beszélik, amit Pak Pak-nak neveznek. Ez eltér a standardabb humanoid nyelvek artikulált hangzásától: dallamos füttyögés-, csipogás- és csettintésszerű hangokból áll, kicsit hasonlít a droid-nyelvekhez (bináris), vagy a földi madarak dalához. Ennek ellenére – amint az a filmek alapján köztudott – meg tudják tanulni az alapvetően emberi nyelvekre alapozott Galaktikus alapnyelvet is, noha erős (a filmek angol nyelvű változatában: távol-keleties) akcentussal beszélik. Az alapnyelv írott változatát is sajátosan használták, mivel külön ABC-jük volt e célra.

## Neimoidián világok
A LucasArts által kiadott, tehát „hivatalosnak” elfogadható Star Wars: Episode I's Insider Guide (Lucas Arts Entertainment Company, 1999) és/vagy az Inside the World of Star Wars: Episode I c. kézikönyvek szerint a Neimoidián anyabolygó neve Neimoidia, és pár (nem több, mint hat) parszeknyire helyezkedik el a Kuat-tól. Néhány (netes) forrás „Pure Neimoidiának” is nevezi, ami hozzávetőlegesen „Simán Neimoidia”-nak vagy „Puszta Neimoidiának” fordítható, ez azonban csak a gyarmatbolygóktól való megkülönböztető jelzés (Cato Neimoidia stb.), és nem a bolygó valódi neve.
Általában elmondható, hogy a neimoidiánok által lakott, és a filmsorozatban is szereplő bolygók főleg a sorozat cselekményének helyt adó kitalált galaxis központi részének legkülső régiójában, az ún. Kolónia-régióban helyezkednek el, a szokványos tájolású térképeken a Kolóniák keleti-északkeleti részén, a Moroba, a Humbarine és a Kuat szektorok közelében, azonban nem ezekben magukban.
A filmekben egyébként csak Cato Neimoidia van említve a neimoidiai bolygók közül (sőt szerepel is a Sithek bosszújában: itt leli halálát vadászgépében Plo Koon Jedi-mester).

## Történelem
A durosok mintegy 25 000 standard galaktikus évvel a yavini csata előtt kolonizálták azt a Nen nevű csillag körül keringő bolygót, amelyet később Neimoidiának neveztek el. A Neimoidia a Duro-hoz képest magasabb gravitációjú, továbbá hidegebb és nedvesebb volt, gyakori ködökkel. A telepesek „hamarosan” nemcsak kulturálisan, de biológiailag is kezdtek elkülönülni az anyafajtól.
Gyarmatosítottak több, a terület közelében elhelyezkedő lakatlan bolygót, ezeket „pénztárca-világoknak” nevezték. Az ismertek és így valószínűleg fontosabbak Cato Neimoidia, Deko Neimoidia, Koru Neimoidia.
Ezen bolygók legtöbbje idővel külön szenátort kapott a Galaktikus Szenátusban.
A neimoidiaiak igazi küzdőtere azonban nem az intergalaktikus politika, hanem a kereskedelem volt. Otthonuk igen gazdag volt erőforrásokban, és ügyes (bár ellenfeleik szerint, kapzsi, kétszínű és megbízhatatlan) kereskedők voltak, akik rövid idő alatt meg tudták többszörözni vagyonukat. Y.e. 350 körül több más fajjal együtt megalapították a Kereskedelmi Szövetséget, ezt a gyorsan hatalmassá és befolyásossá növő vállalatkonzorciumot, amely rátette a kezét a Galaxis számos kereskedelmi hiperűrútjára, a Köztársaságkor végére pedig korruptá és erőszakossá vált, a Galaktikus Szenátus számára is komoly kihívást jelentve.
A Kereskedelmi Szövetség diadalmenetének először a sikertelen naboo-i invázió állt útjába. Ennek során – a várthoz képest meglehetősen erőtlen – szenátusi határozat született, amely kötelezte a szervezetet droidhadseregének feloszlatására (a nabooi kormány a Szövetség kereskedelmi jogainak felfüggesztését és az invázió értelmi szerzőjének tartott Gunray helytartó lefokozását remélte, de egyik sem történt meg). A droidhadsereg feloszlatására színleg történtek lépések, de csak részlegesen valósult meg, és megindult az újraszervezése is.
Az elítélő szenátusi határozat után nem lehet csodálni, hogy a Klónháborúban a neimoidiaiak a Köztársaságtól való elszakadást kívánó Független Rendszerek Konföderációja (CIS) oldalára álltak, bár színleg még az agresszív Kereskedelmi Szövetség is megtartotta semlegességét. A neimoidián droidhadsereg és a neimoidián űrflottatisztek a CIS haderejének ha nem is a legütőképesebb, de szám szerint, mégis a legjelentősebb részét alkották. A CIS azonban elvesztette a háborút, és a legtöbb neimoidián világot, többnyire véres harcok és óriási károkat okozó ostrom után, elfoglalták a Jedik vezette köztársasági klónhadseregek (némelyiket többször is).
A neimoidiánok azonban nem örülhettek annak sem, hogy a háború ideje alatt Palpatine köztársasági Főkancellár, aki Darth Sidious néven a CIS titkos szövetségese, sőt valójában vezére volt, megdöntötte a Köztársaságot és megalapította a Galaktikus Birodalmat. Palpatine egyaránt a Köztársaság és a Konföderáció árulója is volt, és az általa vezetett Birodalom semmiféle szeparatizmust és függetlenkedést nem tűrt meg, ráadásul nem ismerte az olyan üzleti jellegű, neimoidián fogra való fogalmakat sem, mint az „alku”, „kompromisszum”, „kölcsönösen előnyös megegyezés”. Darth Vader birodalmi Sith hadúr keze által kivégeztette a CIS vezérkarát, köztük számos kiemelkedő neimoidiánt is. A birodalmi rohamosztagosok megszállták a neimoidián világokat, és vaskézzel irányították, Sentepeth Findos szövetségi helytartóval pedig békediktátumot irattak alá, amely „szocializálta” a Kereskedelmi Szövetség minden vagyonát, haderejét feloszlatta. A helytartót ezután ismeretlen tartózkodási helyre kísérték a katonák.
A neimoidiai világok színleg behódoltak a Birodalomnak, valójában azonban – nem meglepően – gyűlölték az Új Rendet, különösen azok, akik látták a Kereskedelmi Szövetséget dicsősége teljében. A szövetség agresszívabb jellemű tagjai (nemcak neimoidiánok, hanem pl. enarciak is) rövid életű ellenállási mozgalmakat is szerveztek, ezek közül a legjelentősebbek bázisai az Enarcon és a Mustafar-on voltak. Bár katonailag komolyabb erőt képviseltek, a hatalmas és képzett birodalmi hadsereggel szemben kevés esélyük volt – alig jelentettek többet, mint ürügyet a birodalmi hadsereg további fejlesztésére, vagy mint hadgyakorlatokat a rohamosztagok számára, fel is számolták őket.
Ez egészen a Lázadó Szövetség megalakulásáig tartott, melyhez a Kereskedelmi Szövetség volt tagjai közül sokan csatlakoztak.
A neimoidiánok helyzete és megítélése még rosszabb lett a klónháború után (addig sem voltak valami népszerűek). Ezután, egészen a birodalom végéig, nem nagyon utaztak, ha mégis, akkor megpróbálták durosoknak kiadni magukat. Az Új Köztársaság korára némileg visszanyerték reputációjukat, a durosok pl., akik között azelőtt az egyik legnagyobb sértésnek számított, ha neimoidiainak nézték vagy nevezték őket, és akik úgy tekintettek fiatalabb testvéreikre, mint egy rendes család tagjai a börtönviselt családtagra, respektálni kezdték rokonaik kereskedő-tehetségét.

## A faj megalkotása a filmekhez
A faj külsejéről készült kezdeti vázlatok hosszúkás, ló-vagy tapírarcú, vékony, nagy kezekkel rendelkező egyedeket ábrázoltak, abból kiindulva, hogy a neimoidiaiak hasonlítanak a B1-es harci droidokhoz (pontosabban, a droidok alakja szerves gazdáik alakját utánozza).
Érdekesség, hogy Lucas kezdetben S'hatneriaiaknak nevezte őket, egy William Shatnerrel való baráti párbeszéd nyomán (aki, hallván a filmtervekről, azonnal azt kérte, hogy nevezzenek el róla is valamit), bár ezt az ötletet később Lucas stábja elvetette (a „neimoidiai” szó eredete nem maradt fenn).
A film végleges változatában a kezdeti figurális elgondolást is elvetették, ehelyett a duros jelmezeket alakították át egy kicsit, hogy az új faj kinézetéül szolgáljanak. A kezdeti s'hatneriai-figurákból lettek a geonosisiak.
Bár a filmhez készült egyik forrás továbbra is azt állította, hogy a neimoidiaiak hasonlítanak a B1-es droidjaikra, illetve hogy a droidokat róluk mintázták, ez az állítás a folytatások nyomán készült alkotások által adott háttértörténet fényében már nem tartható; inkább a B1-esek és a geonosisiak között van valamiféle külső hasonlóság .